# Atletismo nos Jogos Pan-Americanos de 1951 - 400 m masculino
Os 400 metros rasos foram um dos eventos do atletismo nos Jogos Pan-Americanos de 1951, em Buenos Aires. A prova foi disputada no Estádio Monumental de Núñez entre os dias 27 de fevereiro e 8 de março.

## Medalhistas
| Ouro   | USA Malvin Whitfield |
| Prata  | USA Hugo Maiocco     |
| Bronze | JAM Herb McKenley    |

## Resultados

### Eliminatórias

#### Bateria 1
| Pos. | Nome                 | Nacionalidade         | Tempo | Notas |
| ---- | -------------------- | --------------------- | ----- | ----- |
| 1    | John Voight          | USA Estados Unidos    | 50,6  | Q     |
| 2    | Ángel Garcia Delgado | CUB Cuba              | 50,6  | Q     |
| 3    | Ramón Sandoval       | CHI Chile             | 50,7  | Q     |
| 4    | Carlos Camargo León  | MEX México            | 51,2  |       |
| 5    | Anastasio Zelaya     | PAR Paraguai          | 51,5  |       |
| 6    | Luis Modesta         | TTO Trinidad e Tobago | NM    |       |

#### Bateria 2
| Pos. | Nome                  | Nacionalidade | Tempo  | Notas |
| ---- | --------------------- | ------------- | ------ | ----- |
| 1    | Guillermo Evans       | ARG Argentina | 57,3   | Q     |
| 2    | Gustavo Ehlers        | CHI Chile     | 57,4   | Q     |
| 3    | Carlos Monges Caldera | MEX México    | 1:04,9 | Q     |

#### Bateria 3
| Pos. | Nome              | Nacionalidade      | Tempo | Notas |
| ---- | ----------------- | ------------------ | ----- | ----- |
| 1    | Herb McKenley     | JAM Jamaica        | 49,0  | Q     |
| 2    | Hugo Maiocco      | USA Estados Unidos | 50,0  | Q     |
| 3    | Guido Veronese    | ARG Argentina      | 50,2  | Q     |
| 4    | José Zelaya       | PAR Paraguai       | 50,5  |       |
| 5    | Javier Souza Díaz | MEX México         | 50,6  |       |

#### Bateria 4
| Pos. | Nome                | Nacionalidade      | Tempo | Notas |
| ---- | ------------------- | ------------------ | ----- | ----- |
| 1    | Mal Whitfield       | USA Estados Unidos | 49,2  | Q     |
| 2    | Jaime Itlmann       | CHI Chile          | 50,6  | Q     |
| 3    | Máximo Guerra       | ARG Argentina      | 50,6  | Q     |
| 4    | Guillermo Guitérrez | VEN Venezuela      | 51,2  |       |

### Semifinais

#### Semifinal 1
| Pos. | Nome                  | Nacionalidade      | Tempo | Notas |
| ---- | --------------------- | ------------------ | ----- | ----- |
| 1    | Ángel Garcia Delgado  | CUB Cuba           | 48,5  | Q     |
| 2    | John Voight           | USA Estados Unidos | 48,9  | Q     |
| 3    | Gustavo Ehlers        | CHI Chile          | 48,9  | Q     |
| 4    | Carlos Monges Caldera | MEX México         | 48,9  |       |
| 5    | Guillermo Evans       | ARG Argentina      | 50,8  |       |
| 6    | Ramón Sandoval        | CHI Chile          |       |       |

#### Semifinal 2
| Pos. | Nome           | Nacionalidade      | Tempo | Notas |
| ---- | -------------- | ------------------ | ----- | ----- |
| 1    | Mal Whitfield  | USA Estados Unidos | 48,1  | Q     |
| 2    | Herb McKenley  | JAM Jamaica        | 48,9  | Q     |
| 3    | Hugo Maiocco   | USA Estados Unidos | 49,0  | Q     |
| 4    | Jaime Itlmann  | CHI Chile          | 49,5  |       |
| 5    | Guido Veronese | ARG Argentina      | 49,7  |       |
| 6    | Máximo Guerra  | ARG Argentina      | NM    |       |

### Final
| Pos.              | Nome                 | Nacionalidade      | Tempo |
| ----------------- | -------------------- | ------------------ | ----- |
| Medalha de ouro   | Malvin Whitfield     | USA Estados Unidos | 47,8  |
| Medalha de prata  | Hugo Maiocco         | USA Estados Unidos | 48,0  |
| Medalha de bronze | Herb McKenley        | JAM Jamaica        | 48,2  |
| 4                 | John Voight          | USA Estados Unidos | 48,3  |
| 5                 | Ángel Garcia Delgado | CUB Cuba           | 48,4  |
| 6                 | Gustavo Ehlers       | CHI Chile          | 49,4  |

Legenda
| Recorde mundial      | Recorde mundial (World record)               |                       | Recorde africano                      | Recorde africano (African) |                                           | Q | Classificado por posição (Qualified) |
| Recorde olímpico     | Recorde olímpico (Olympic record)            | Recorde da América    | Recorde da América (Americas)         | q                          | Classificado por melhor tempo (Qualified) |   |                                      |
| Melhor marca do ano  | Melhor marca do ano (World leading)          | Recorde asiático      | Recorde asiático (Asian)              | DNS                        | Não largou (Did not start)                |   |                                      |
| Recorde nacional     | Recorde nacional (National record)           | Recorde europeu       | Recorde europeu (European)            | DNF                        | Não terminou (Did not finish)             |   |                                      |
| Recorde pessoal      | Recorde pessoal do atleta (Personal best)    | Recorde da Oceania    | Recorde da Oceania (Oceania)          | DSQ / DQ                   | Desclassificado (Disqualified)            |   |                                      |
| Recorde da temporada | Recorde da temporada do atleta (Season best) | Recorde sul-americano | Recorde sul-americano (South America) | NM                         | Sem marca (No mark)                       |   |                                      |